# Manuel Delgado Ruiz
Manuel Delgado Ruiz (Barcelona, 1956) es un antropólogo español. Es profesor de Antropología religiosa de la Universidad de Barcelona.

## Formación y vida académica
Es licenciado en Historia del Arte y doctor en Antropología por la Universidad de Barcelona. Realizó estudios de tercer ciclo en la Section de Sciences Religieuses de l’École Pratique des Hautes Études, en la Sorbona de París. Desde 1986 es profesor de antropología religiosa y antropología urbana en el Departamento de Antropología Social de la Universidad de Barcelona (UB).
Es director de las colecciones "Biblioteca del Ciudadano" en Ediciones Bellaterra y "Breus clàssics de l’antropologia", en la Editorial Icaria. Es miembro del consejo de dirección de la revista Quaderns de l´ICA. Fue ponente en la Comisión de Estudio sobre la inmigración en el Parlamento de Cataluña. Forma parte del Consejo Asesor para la Diversidad Religiosa de la Generalitat de Cataluña.
Ha trabajado sobre la construcción de las identidades colectivas en los contextos urbanos, las apropiaciones sociales del espacio urbano, la violencia ritual y religiosa y la dimensión conflictiva de la cultura popular, temas en torno a los cuales ha publicado artículos en revistas nacionales y extranjeras y que atiende de forma constante en una plataforma digital. Se ha ocupado especialmente de las relaciones entre violencia –ritual o real– y la construcción de la identidad religiosa, de género, ideológica y étnica. 
En la actualidad, es catedrático e investigador principal del GRECS (Grupo de Investigación en Exclusión y Control Sociales), grupo de investigación consolidado de la Universidad de Barcelona y de los grupos Etnografía dels Espais Públics y Cultura Popular i Conflicte del Institut Català d’Antropologia. También forma parte del Observatori d'Antropologia del Conflicte Urbà, OACU.
Ha impartido cursos y dictado conferencias en varias universidades españolas y otras, como la Universidad Santa Sofia de Tokio; Universitá degli Studi di Roma "La Sapienza"; University of Harvard (Cambridge); Queen Mary University of London; la Universidad Pontifícia Católica de São Paulo; University of Columbia, Nueva York; Université de Paris X, Nanterre, entre otras.
En paralelo a su vida académica destaca su actividad como militante político y social. Durante el franquismo fue detenido en distintas ocasiones, una de ellas puesto a disposición militar y encarcelado. Su última detención fue en 2007 luego de una protesta contra la especulación inmobiliaria en Barcelona.

## Obra
Libros
- De la muerte de un dios (Bellaterra, Barcelona, 2014; primera edición, Península, Barcelona, 1986)
- La ira sagrada. Anticlericalismo, iconoclastia y antiritualismo en la España contemporánea (RBA, Barcelona, 2012; primera edición, Humanidades, 1992)
- Las palabras de otro hombre. Anticlericalismo y misoginia (Muchnik, Barcelona, 1993)
- La cité de la diversité (Festival de Marseille, Marsella, 1996)
- Diversitat i integració. La lògica de les identitats a Catalunya (Empúries, Barcelona, 1998)
- El animal público. Hacia una antropología de los espacios urbanos (Premio Anagrama de ensayo, Anagrama, Barcelona, 1999)
- Ciudad líquida, ciudad interrumpida (Universidad de Antioquia, Medellín 1999)
- Disoluciones urbanas (Universidad de Antioquia, Medellín, 2000)
- Luces iconoclastas. Anticlericalismo, blasfemia y martirio de las imágenes (Ariel, Barcelona, 2001)
- Elogi del vianant (Edicions de 1984, Barcelona, 2005)
- Normalidad y límite [con Carlota Gallén] (Fundación Ramón Areces, Madrid, 2006)
- Sociedades movedizas. Pasos hacia una antropología de las calles (Anagrama, Barcelona, 2007)
- La ciudad mentirosa. Fraude y miseria del "modelo Barcelona" (La Catarata, Madrid, 2007)
- El espacio público como ideología (La Catarata, Madrid, 2011)
- Ciudadanismo. La reforma ética y estética del capitalismo (La Catarata, Madrid, 2016)
- Márgenes y umbrales. Revuelta y desorden en la colonización capitalista del espacio. [con Núria Benach] (Virus Editorial, Barcelona, 2022)

Recopilación de artículos
- Antropología social (Proa, Barcelona, 1994)
- Ciutat i immigració (CCCB, Barcelona, 1997)
- Inmigración y cultura (CCCB. Barcelona, 2003)
- Carrer, festa i revolta. Usos simbòlics de l'espai públic a Barcelona, 1951-2000 (Generalidad de Cataluña, Barcelona, 2004)